# 土岐頼功
土岐 頼功（とき よりかつ）は、江戸時代後期の大名。上野国沼田藩の第9代藩主。官位は従五位下・山城守。沼田藩土岐家第12代。

## 略歴
信濃国飯田藩主・堀親長の九男として江戸にて誕生した。
文政9年（1826年）11月16日、先代の土岐頼潤が死去したため、その末期養子となって跡を継いだ。同年12月1日、11代将軍徳川家斉に拝謁する。同年12月16日、従五位下・山城守に叙任する。文政11年（1828年）9月1日、奏者番となった。天保11年（1840年）4月12日、病気を理由に奏者番を辞める。
天保の大飢饉では、領内に大被害を受けている。天保11年（1840年）6月7日、隠居して養子の頼寧（頼潤の実子）に家督を譲る。天保14年（1843年）4月16日（または24日）、41歳（または44歳）で江戸にて死去した。墓所は萬松山東海寺春雨庵。

## 系譜
父母
- 堀親長（実父）
- 土岐頼潤（養父）

正室
- 鍼 - 土岐頼潤の次女

子女
- 鈴子（三女） - 土岐頼之正室、土岐頼寧の養女

養子、養女
- 土岐頼寧 - 土岐頼潤の五男
- 錠 - 西尾忠受正室、土岐頼布の娘